# Maura
A Maura a Maurus (magyarul Mór) férfinév női párja, de az ír és az angol nyelvben a Mária beceneve.

## Rokon nevek
- Marilla:[1] olasz eredetű női név, a Mauro (magyarul Mór) férfinév kicsinyítőképzős női párja.[3]
- Maurícia:[1] a Móric férfinév latin eredetijének a Mauritiusnak a női párja.[2]

## Gyakorisága
Az 1990-es években a Maura, Marilla és a Maurícia egyaránt szórványos név volt, a 2000-es években nem szerepelnek a 100 leggyakoribb női név között.

## Névnapok
Maura
- február 13.[2]
- május 3.[2]
- szeptember 21.[2]

Marilla
- szeptember 21.[3]

Maurícia
- szeptember 22.[2]

## Híres Maurák, Mauríciák és Marillák
- Marilla Cuthbert, regényszereplő

## Egyéb Maurák, Mauríciák és Marillák
Marillavölgy, romániai fürdőhely